# Königlicher Palast (Brüssel)

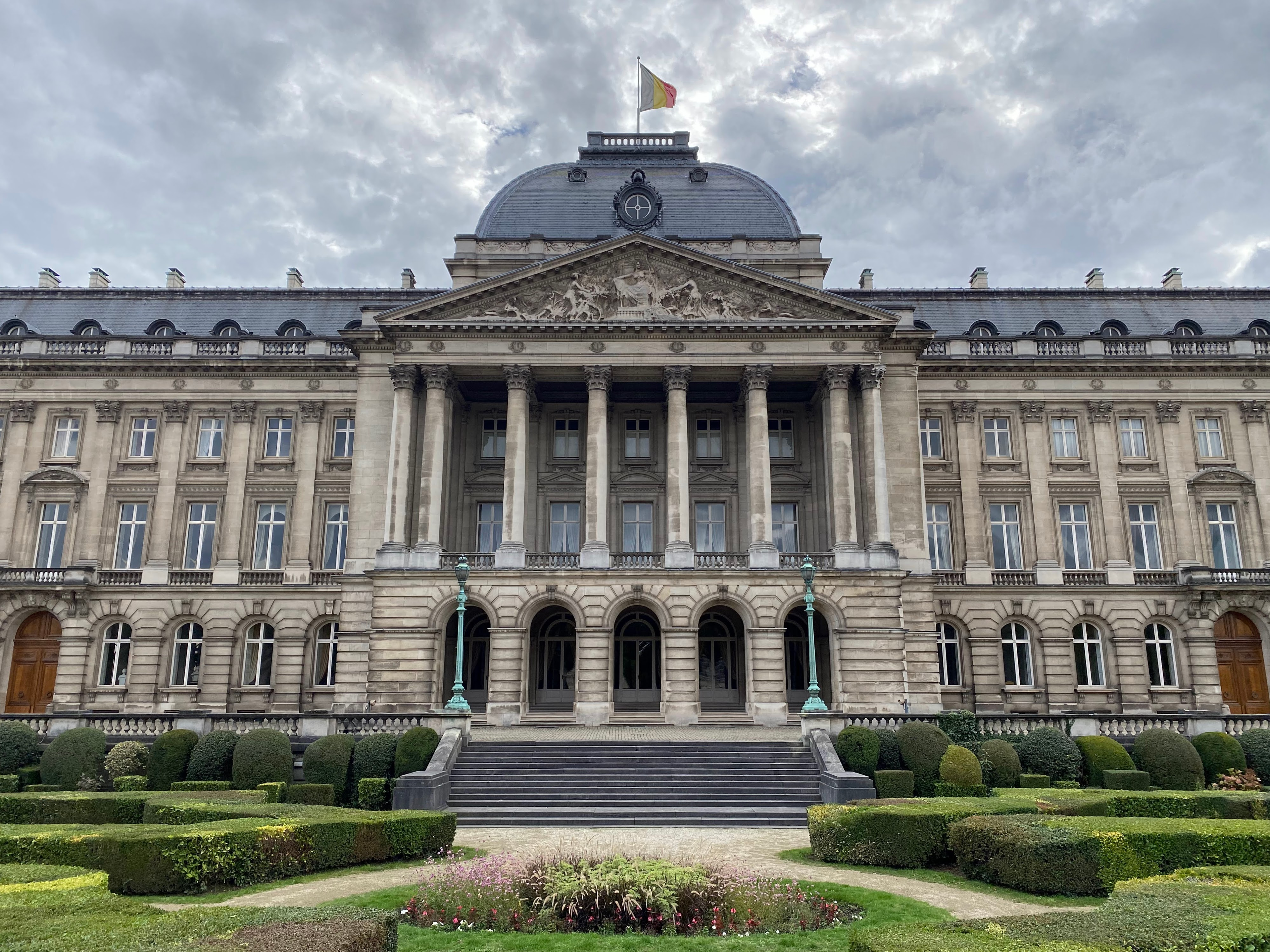
Königlicher Palast

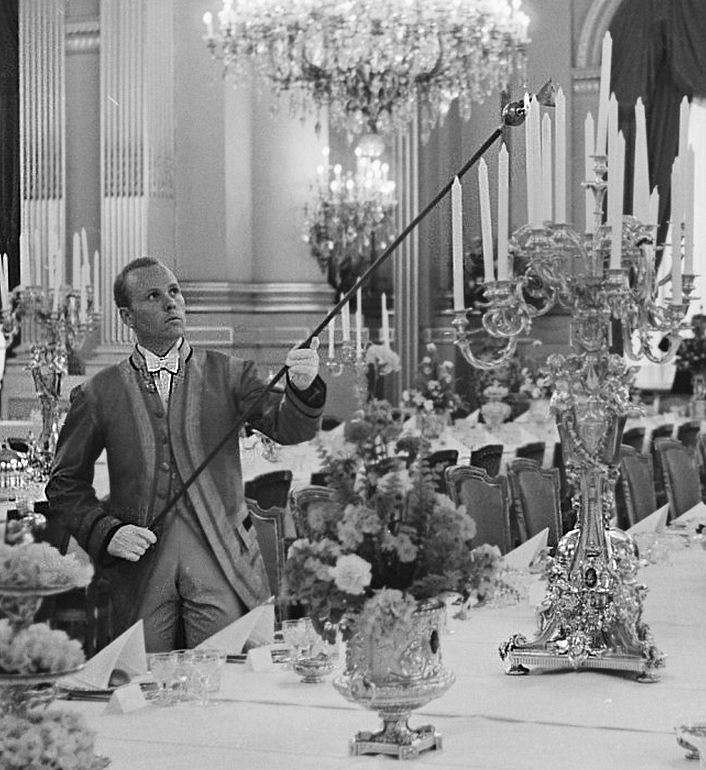
Im Palast, 1960

Der Königliche Palast (niederländisch Koninklijk Paleis, französisch Palais Royal) im Zentrum der belgischen Hauptstadt Brüssel ist der offizielle Palast des Königs der Belgier.
Er befindet sich gegenüber dem Palast der Nation am anderen Ende des Königlichen Parks und symbolisiert die konstitutionelle Monarchie.

## Geschichte
Einst ragte an dieser Stelle auf dem Koudenberg die Hofburg der Burgunder und Habsburger auf, Palais du Coudenberg genannt, die 1731 niederbrannte. Sie ging zurück auf die um 1047 – etwa zeitgleich mit der Brüsseler Kathedrale – erbaute Burg der Grafen von Löwen, die 1183 zu Herzögen von Brabant aufstiegen. 1430 ergriffen die Burgunder die Herrschaft. Philipp der Gute ließ die Burg repräsentativ erweitern. 1465 versammelten sich hier erstmals die Generalstaaten der Burgundischen Niederlande. Karl V. erhielt hier 1519 die Nachricht von seiner Wahl zum römisch-deutschen König, gegen seinen Konkurrenten, den französischen König Franz I. Er ließ die Schlossanlage im Renaissancestil erweitern. Eine weitere Umgestaltung erfuhr sie unter Albrecht VII. von Habsburg.
Von 1714 bis 1791 war Brüssel die Hauptstadt der Österreichischen Niederlande. Das Palais wurde Residenz der ersten Statthalterin, Erzherzogin Maria Elisabeth von Österreich (1680–1741). Diese entkam nur knapp dem Brand von 1731, durch den neben den Gebäuden auch ein Großteil der Kunstsammlungen und des Archivs verlorengingen. Über 40 Jahre stand das Schlossareal in Ruinen. Erst 1774 ließ der Statthalter Karl Alexander von Lothringen das gesamte Schlossareal abreißen und an seiner Stelle die Place Royale anlegen. Darum entstand das Quartier du Palais Royal mit zahlreichen Adelpalais. Er selbst erwarb das gotische Palais Nassau, welches seine Vorgänger seit dem Brand vom Haus Nassau gemietet hatten, und ließ es im Rokokostil erweitern und dekorieren. Die Statthalterin Maria Christina von Österreich (1742–1798) und ihr Ehemann Albert Kasimir von Sachsen-Teschen ließen sich am Stadtrand das Schloss Laeken erbauen. Unter der französischen Besatzung wurden die Palais Belgiojoso und Bender im Umfeld der Place Royale für die Armee- und Zivilverwaltung beschlagnahmt.
Wilhelm I., König der Vereinigten Niederlande, entschied 1815, dass die beiden Palais verbunden und unter Einbezug von zwei Nachbar-Palais zu einem königlichen Palast ausgebaut werden sollten. Dieser wurde 1829 im klassizistischen Stil vollendet. Ein Jahr später wurde Belgien unabhängig und der neue belgische König Leopold I. nahm in diesem Palast seine Residenz.
Sein Nachfolger Leopold II. ließ das Schloss im neobarocken Stil zu seiner heutigen Gestalt umbauen. Diese Umwandlung endete 1903. Im Inneren ist der Palast ebenfalls überwiegend neobarock dekoriert, doch sind auch einige Räume im klassizistischen Stil erhalten. Bis zum Tod von Königin Astrid 1935 wurde der Palast als Residenz des belgischen Königshauses genutzt.
Danach siedelte der damalige König Leopold III. in das Schloss Laeken über, wo die königliche Familie bis heute wohnt. Der Palais Royal im Zentrum Brüssels ist bis heute die offizielle Residenz des Königs, dient ihm für Staatsempfänge und andere Amtspflichten und beherbergt die Ämter des Hofes. Außerdem beherbergt der Palast heute ein Museum mit einer Sammlung über die königlich-belgische Dynastie, einen Zweig des Hauses Sachsen-Coburg und Gotha.
Im März 2023 begannen neue Renovierungsarbeiten an der Fassade des Palastes, einschließlich der Installation von Doppelverglasung. Die Balustraden, Steintreppen, Gartenwände, Tore und Zäune werden ebenfalls repariert. Das Projekt soll ungefähr 6 Millionen Euro kosten.

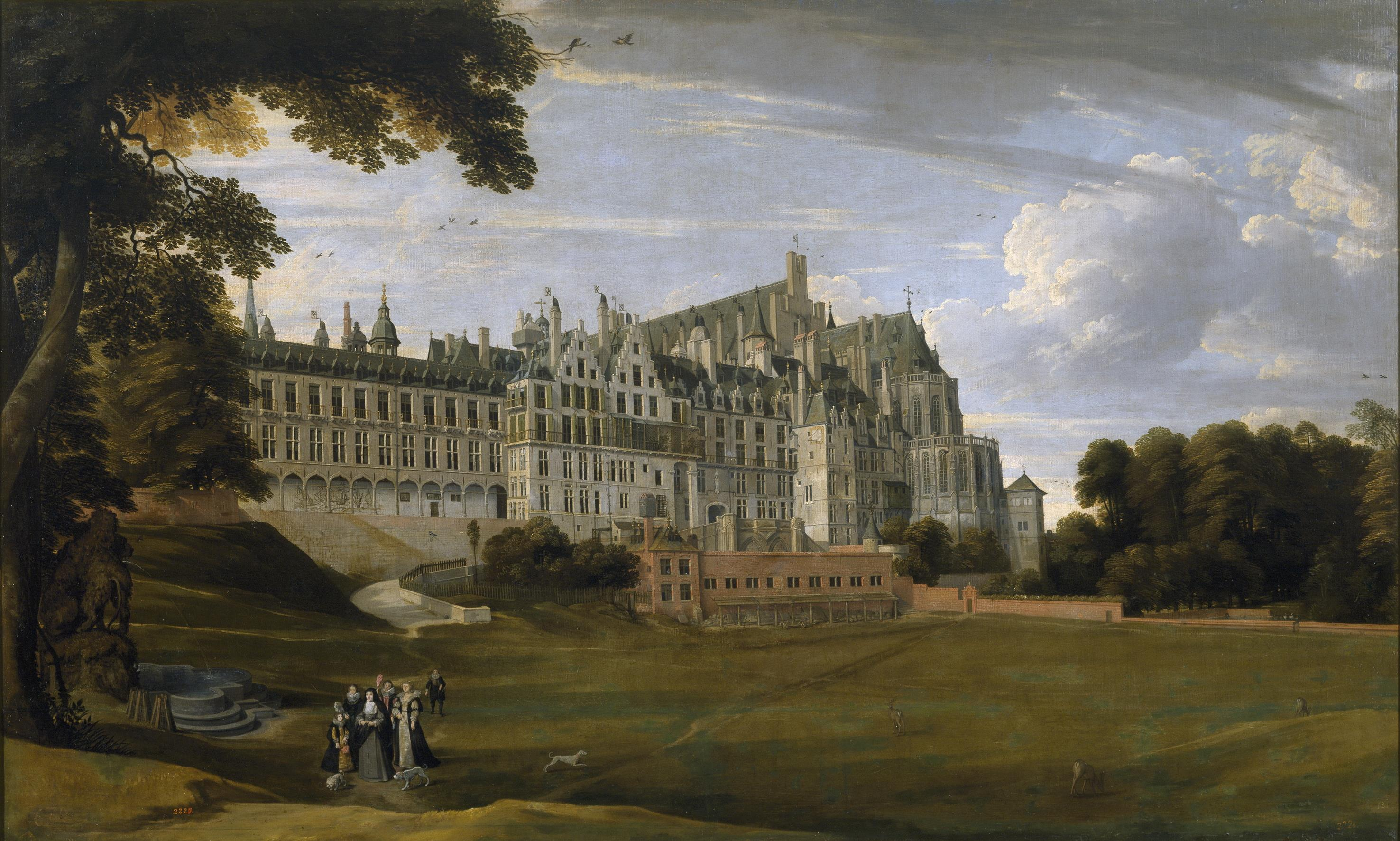
Das Palais du Coudenberg 1627
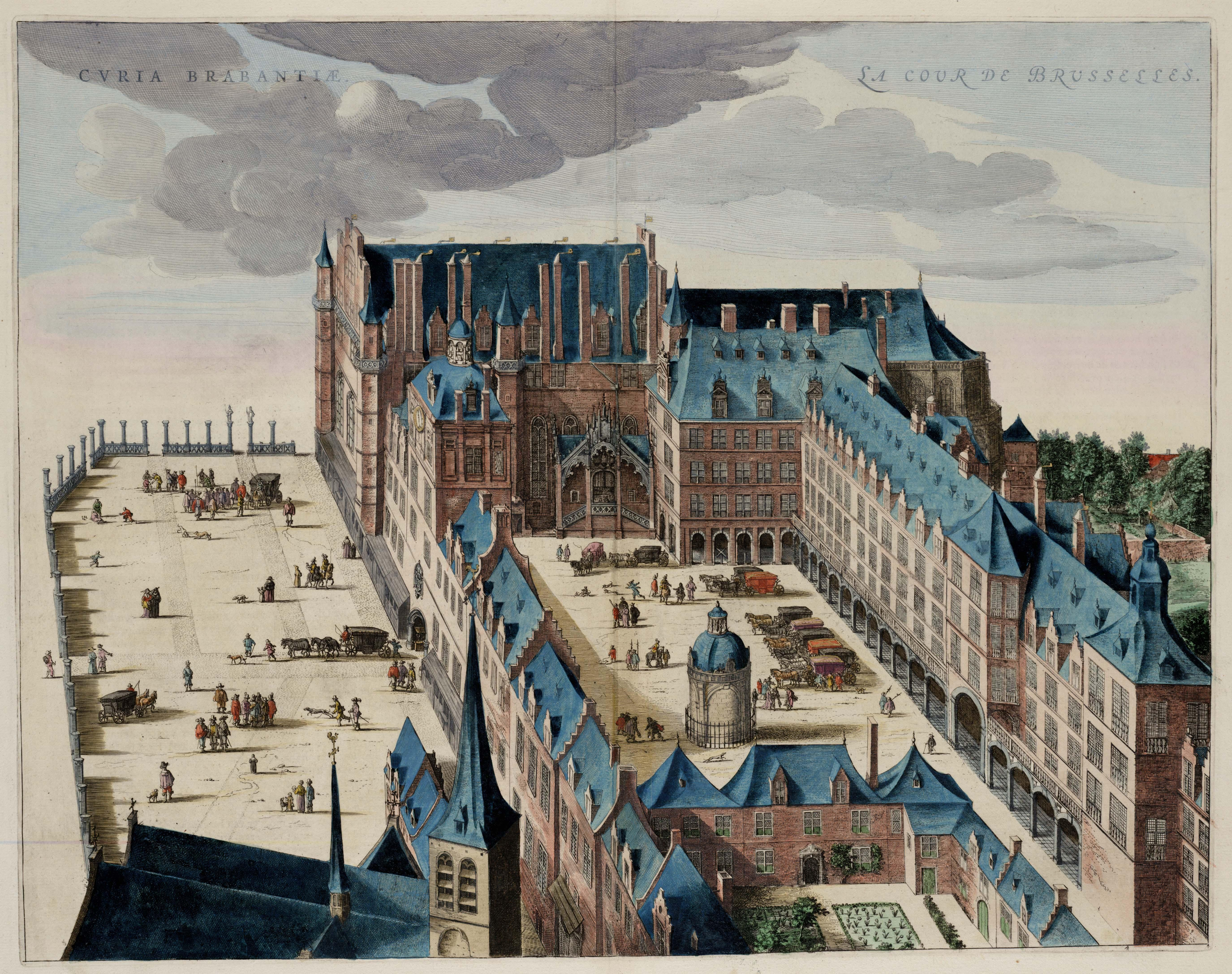
Das Palais du Coudenberg 1649
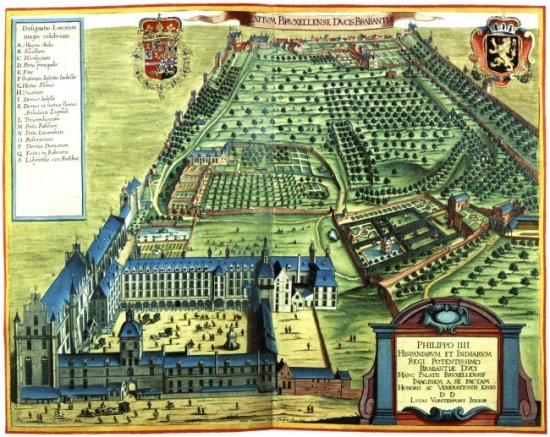
Das Palais du Coudenberg 1659
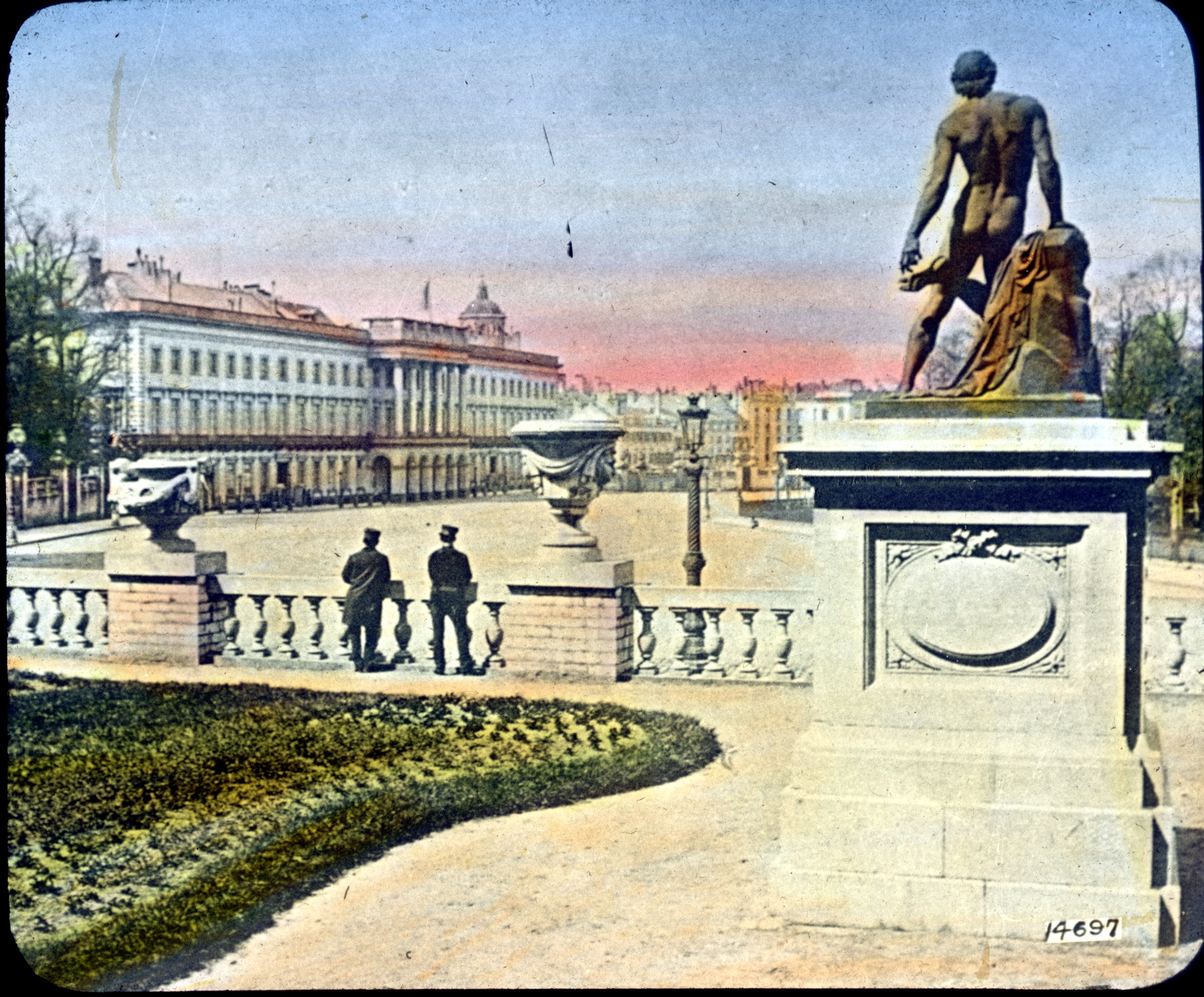
Der klassizistische Neubau vor seiner neobarocken Umgestaltung
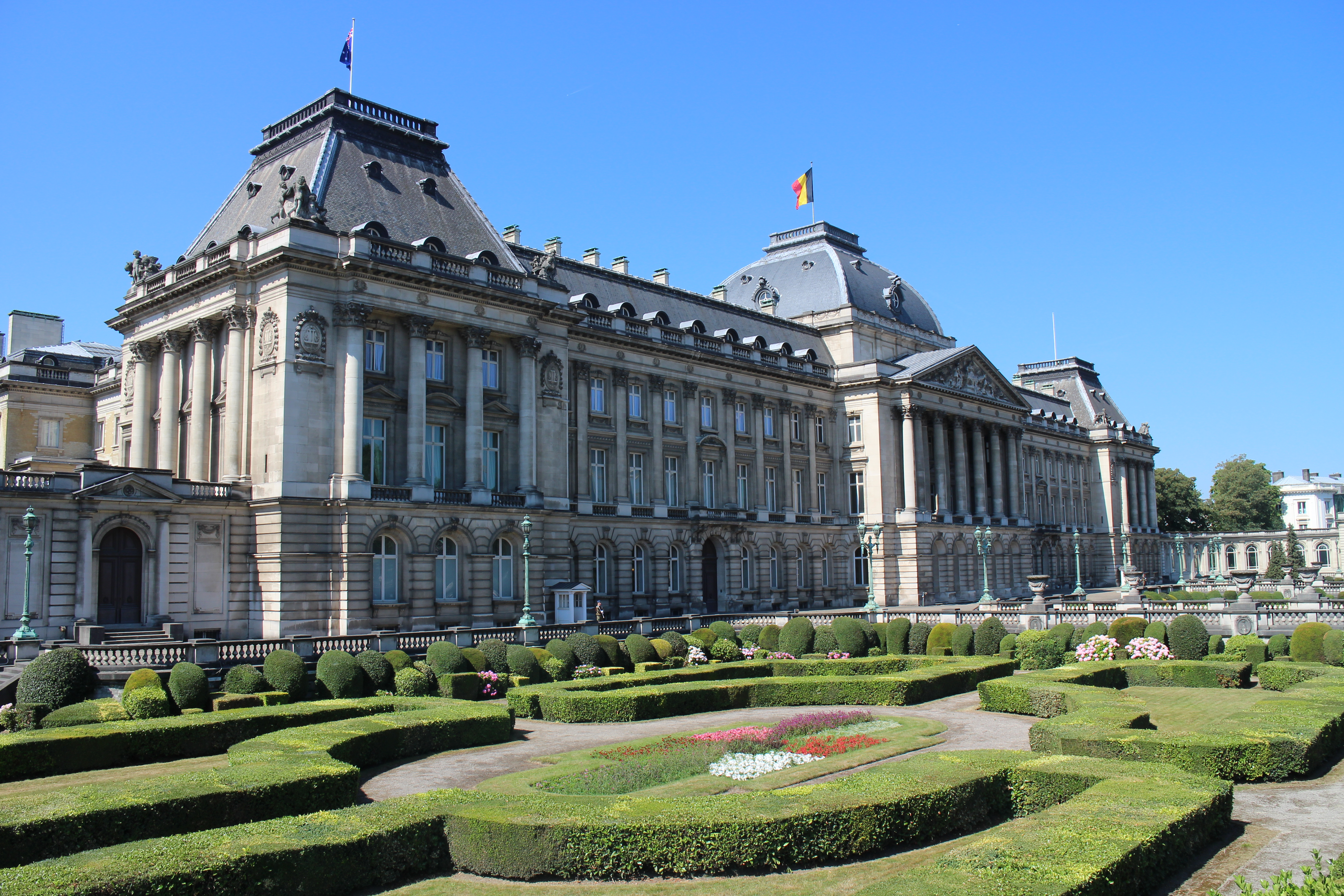
Heutige Palastfront